# Cá vàng Thọ tinh

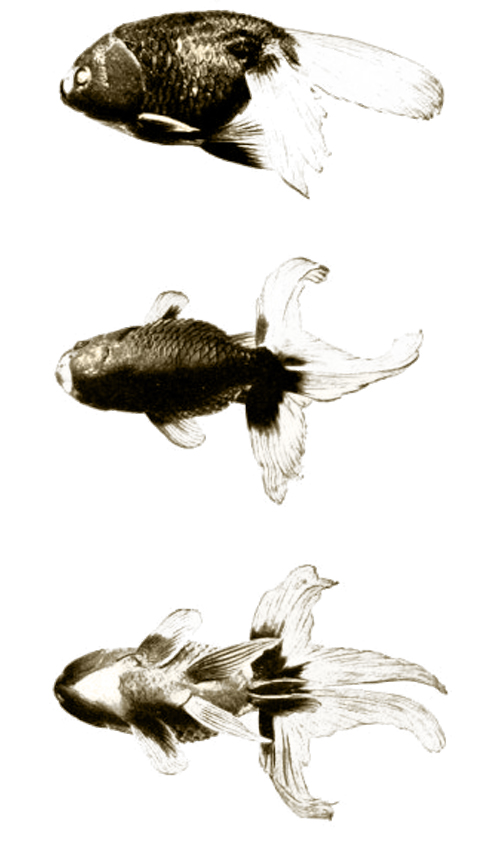
Cá vàng Thọ tinh

Cá vàng Thọ tinh (tiếng Nhật: Shukin-秋錦) là một giống cá vàng có nguồn gốc từ Nhật Bản. Chúng được phát triển vào thế kỷ thứ 19 từ việc lai tạo giữa cá vàng đầu lân (Oranda) và cá vàng Lan Thọ (Ranchu) và chính thức ra đời sau Thế chiến II. Chúng là một trong những giống cá cảnh có giá trị kinh tế cao. 

## Đặc điểm
Cá hình tròn, ngắn giống quả trứng, đầu hơi rộng, có u thịt phát triển, vây đuôi tròn rộng, từ cán đuôi trở xuống chẻ 3 hay bốn nhánh, đuôi và thân tạo thành góc 45 độ, không có vây lưng, có một đôi vây ngực, một đôi vây bụng. Cá có nhiều màu sắc đỏ, trắng, hồng bạch, đen, ngũ hoa. Lưng cá hầu như bằng phẳng, chỉ hơi cong một chút ở gốc đuôi nơi thân nối với đuôi. Không được có dấu vết hay gờ thể hiện dấu vết của vây lưng. Khi nhìn từ bên trên, gốc đuôi hơi hẹp vào nhưng không được tóp.
Ở một số cá, gốc đuôi hơi dài khiến cá trông không được cân đối. Vây hậu môn có hai thùy và đuôi nên nhô ra. Độ nhô từ 25% đến 75% chiều dài đuôi nhưng miễn sao phải vừa mắt chớ không nên cố tuân theo một con số cụ thể. Độ nhô ở đuôi quyết định khả năng bơi của cá. Nếu độ nhô dưới 25%, đuôi cá sẽ rủ xuống và cá sẽ bơi lúc lắc sang hai bên. Nếu độ nhô trên 75%, đuôi sẽ xòe quá rộng khiến cá bị trĩu xuống khi bơi. Đuôi phân tách trên 50% sẽ khiến cá bơi tốt nhất.

## Tập tính
Cá sinh trưởng và phát triển ở môi trường nhiệt độ 18-32độ C, thích hợp nhất 22-28 độ C, pH 6-8, oxy hoà tan 4–8 mg/l. Là loài cá ăn tạp thiên về động vật (tính ăn thay đổi theo giai đoạn phát triển, sử dụng thức ăn công nghiệp trong quá trình sản xuất giống, từ ngày thứ 25). Để lan thọ cũng như Ranchu, Lionchu phát triển tốt nên dùng các loại thức ăn có hàm lượng protein cao khoảng 40 > 50% và dùng loại chìm để tránh hỏng bóng của cá.